# George James Hopkins
George James Hopkins est un décorateur de cinéma, costumier et occasionnellement scénariste américain, né le 23 mars 1896 à Pasadena, Californie, États-Unis, et mort le 11 février 1985  à Los Angeles, Californie, États-Unis.

## Biographie
George James Hopkins débuta à 21 ans comme costumier et décorateur sur le film Cléopâtre de J. Gordon Edwards, puis continua comme costumier sur plusieurs films du réalisateur. Dans les années 1940, il travailla souvent sur les décors des films de Michael Curtiz, puis d'Alfred Hitchcock dans les années 1950. Il fut récompensé de quatre Oscars sur treize nominations.

## Filmographie
Source principale : Internet Movie Database - cf. lien externe

### Chef décorateur
- 1917 : Cléopâtre (Cleopatra) de J. Gordon Edwards
- 1918 : Salomé de J. Gordon Edwards
- 1920 : The Soul of Youth de William Desmond Taylor[réf. nécessaire]
- 1940 : Une dépêche Reuter (A Dispatch from Reuter's) de William Dieterle
- 1942 : The Hidden Hand de Benjamin Stoloff
- 1942 : Casablanca de Michael Curtiz
- 1943 : Mission à Moscou (Mission to Moscow) de Michael Curtiz
- 1943 : This Is the Army de Michael Curtiz
- 1943 : La Petite Exilée (Princess O'Rourke) de Norman Krasna
- 1944 : Passage pour Marseille (Passage to Marseille) de Michael Curtiz
- 1944 : Janie de Michael Curtiz
- 1945 : Roughly Speaking de Michael Curtiz
- 1945 : Le Roman de Mildred Pierce (Mildred Pierce) de Michael Curtiz
- 1946 : Le Droit d'aimer (My Reputation) de Curtis Bernhardt
- 1946 : One More Tomorrow de Peter Godfrey
- 1946 : Suspense de Frank Tuttle
- 1946 : L'Emprise (Of Human Bondage) d'Edmund Goulding
- 1946 : Jalousie (Deception) d'Irving Rapper
- 1947 : Mon père et nous (Life with Father) de Michael Curtiz
- 1949 : Horizons en flammes (Task Force) de Delmer Daves
- 1949 : The Lady Takes a Sailor de Michael Curtiz
- 1950 : Perfect Strangers de Bretaigne Windust
- 1950 : This Side of the Law (en) de Richard L. Bare
- 1950 : Trafic en haute mer (The Breaking Point) de Michael Curtiz
- 1950 : Dallas, ville frontière (Dallas) de Stuart Heisler
- 1951 : L'Inconnu du Nord-Express (Strangers on a Train) d'Alfred Hitchcock
- 1951 : Un tramway nommé Désir (A Streetcar Named Desire) d'Elia Kazan
- 1951 : La Femme de mes rêves (I'll See You in My Dreams) de Michael Curtiz
- 1952 : La Reine du hold-up (This Woman Is Dangerous) de Felix E. Feist
- 1952 : The Story of Will de Michael Curtiz
- 1952 : La Maîtresse de fer (The Iron Mistress) de Gordon Douglas
- 1952 : Le Bal des mauvais garçons (Stop, You're Killing Me) de Roy Del Ruth
- 1952 : The Jazz Singer de Michael Curtiz
- 1953 : La Loi du silence (I Confess) d'Alfred Hitchcock
- 1953 : So This Is Love de Gordon Douglas
- 1953 : Mon grand (So Big) de Robert Wise
- 1954 : Le crime était presque parfait (Dial M for Murder) d'Alfred Hitchcock
- 1954 : Une étoile est née (A Star Is Born) de George Cukor
- 1955 : À l'est d'Éden (East of Eden) d'Elia Kazan
- 1955 : Sincerely Yours de Gordon Douglas
- 1958 : Une femme marquée (Too Much, Too Soon) d'Art Napoleon
- 1958 : Ma tante (Auntie Mame) de Morton DaCosta
- 1960 : Cet homme est un requin (Cash McCall) de Joseph Pevney
- 1960 : The Dark at the Top of the Stairs de Delbert Mann
- 1960 : Sunrise at Campobello de Vincent J. Donehue
- 1961 : A Fever in the Blood (en) de Vincent Sherman
- 1961 : Au péril de sa vie (The Sins of Rachel Cade) de Gordon Douglas
- 1961 : Portrait of a Mobster de Joseph Pevney
- 1962 : The Music Man de Morton DaCosta
- 1962 : Les Liaisons coupables (The Chapman Report) de George Cukor
- 1962 : Le Jour du vin et des roses (Days of Wine and Roses) de Black Edwards
- 1963 : Island of Love de Morton DaCosta
- 1963 : Massacre pour un fauve (Rampage) de Phil Karlson
- 1963 : Palm Spings Weekend de Norman Taurog
- 1964 : My Fair Lady de George Cukor
- 1965 : L'Île des braves de Frank Sinatra
- 1965 : La Grande Course autour du monde (The Great Race) de Black Edwards
- 1965 : Daisy Clover (Inside Daisy Clover) de Robert Mulligan
- 1966 : Qui a peur de Virginia Woolf ? (Who's Afraid of Virginia Woolf?) de Mike Nichols
- 1966 : Deux minets pour Juliette ! (Not with My Wife, You Don't! de Norman Panama
- 1967 : Hotel de Richard Quine
- 1967 : Seule dans la nuit (Wait Until Dark) de Terence Young
- 1968 : Les tueurs sont lâchés (Assignment to Kill) de Sheldon Reynolds
- 1969 : Hello, Dolly! de Gene Kelly
- 1970 : Attaque au Cheyenne Club (The Cheyenne Social Club) de Gene Kelly
- 1970 : Melinda (On a Clear Day You Can See Forever) de Vincente Minnelli
- 1970 : R.P.M. de Stanley Kramer
- 1971 : The Love Machine de Jack Haley Jr.
- 1972 : Billy le cave de Stan Dragoti
- 1972 : 1776 de Peter H. Hunt
- 1973 : 40 Carats de Milton Katselas
- 1975 : Le Jour du fléau (The Day of the Locust) de John Schlesinger

### Costumier

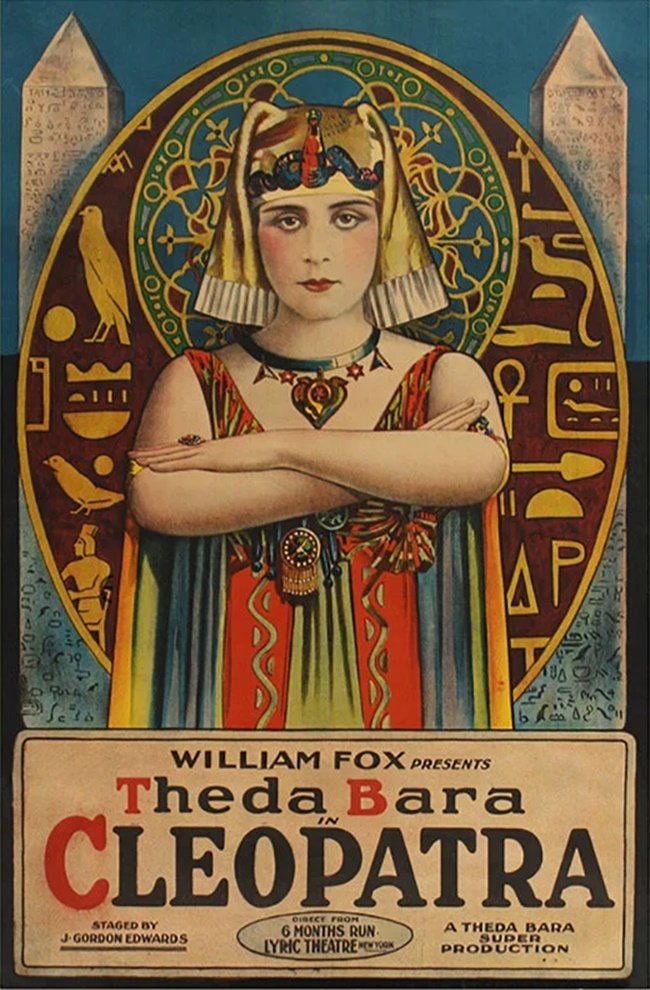
Cléopâtre, 1917

- 1917 : Cléopâtre (Cleopatra) de J. Gordon Edwards (film perdu)
- 1917 : La Du Barry (en) (Madame Du Barry) de J. Gordon Edwards
- 1918 : The Forbidden Path (en) de J. Gordon Edwards (film perdu)
- 1918 : The Soul of Buddha de J. Gordon Edwards (film perdu)
- 1918 : Under the Yoke (en) de J. Gordon Edwards (film perdu)
- 1918 : Salomé de J. Gordon Edwards (film perdu)
- 1918 : When a Woman Sins de J. Gordon Edwards (film perdu)
- 1918 : The She-Devil de J. Gordon Edwards (film perdu)
- 1919 : The Light de J. Gordon Edwards (film perdu)
- 1919 : When Men Desire de J. Gordon Edwards (film perdu)
- 1919 : The Siren's Song (en) de J. Gordon Edwards (film perdu)
- 1919 : A Woman There Was (en) de J. Gordon Edwards (film perdu)
- 1919 : Kathleen Mavourneen de Charles Brabin (film perdu)
- 1919 : La Belle Russe de Charles Brabin (film perdu)
- 1919 : The Lure of Ambition d'Edmund Lawrence (film perdu)

### Scénariste
- 1918 : The She-Devil de J. Gordon Edwards (histoire et scénario)
- 1919 : A Woman There Was (en) de J. Gordon Edwards (l'histoire Creation's Tears)
- 1922 : Misère (The Top of New York) de William Desmond Taylor (adaptation)
- 1923 : La Femme aux quatre masques (The Woman with Four Faces) d'Herbert Brenon

## Distinctions

### Récompenses
- Oscars 1952 : meilleure direction artistique en noir et blanc pour Un tramway nommé Désir
- Oscars 1965 : meilleure direction artistique en couleur pour My Fair Lady
- Oscars 1967 : meilleurs décors et meilleure direction artistique en noir et blanc pour Qui a peur de Virginia Woolf ?
- Oscars 1970 : meilleure direction artistique pour Hello, Dolly!

### Nominations
- Oscars 1944 : meilleure direction artistique en noir et blanc pour Mission à Moscou
- Oscars 1944 : meilleure direction artistique en couleur pour This Is the Army
- Oscars 1948 : meilleure direction artistique en couleur pour Mon père et nous
- Oscars 1955 : meilleure direction artistique en couleur pour Une étoile est née
- Oscars 1959 : meilleure direction artistique pour Ma tante
- Oscars 1961 : meilleure direction artistique en couleur pour Sunrise at Campobello
- Oscars 1963 : meilleure direction artistique en noir et blanc pour Le Jour du vin et des roses
- Oscars 1963 : meilleure direction artistique en couleur pour The Music Man
- Oscars 1966 :  meilleure direction artistique en noir et blanc pour Daisy Clover